# Book of Dowth
Book of Dowth è il decimo album in studio della band Melodic death metal tedesca Suidakra.

## Tracce
1. Over Nine Waves – 1:57
2. Dowth 2059 – 4:38
3. Battle-Cairns – 3:36
4. Biróg's Oath – 4:18
5. Mag Mell – 3:19
6. The Dark Mound – 5:14
7. Balor – 4:41
8. Stone of the Seven Suns – 5:01
9. Fury Fomoraigh – 5:42
10. Otherworlds Collide – 1:42

## Formazione
- Arkadius Antonik – chitarre, voce, tastiere, banjo
- Marcus Riewaldt - basso
- Lars Wehner – batteria, voce